# Cratere Keren
Keren  è un cratere sulla superficie di Marte.